# La Gironda
La Gironda är en ort i Mexiko.   Den ligger i kommunen Zitácuaro och delstaten Michoacán de Ocampo, i den södra delen av landet, 130 km väster om huvudstaden Mexico City. La Gironda ligger 1 967 meter över havet och antalet invånare är 459.
Terrängen runt La Gironda är varierad. Runt La Gironda är det tätbefolkat, med 308 invånare per kvadratkilometer. Närmaste större samhälle är Heróica Zitácuaro, 2,6 km sydväst om La Gironda. Omgivningarna runt La Gironda är en mosaik av jordbruksmark och naturlig växtlighet.